# Lía Bermúdez
Carmen Rosalía González Agreda (Caracas, 4 de agosto de 1930 - Caracas, 22 de octubre de 2021), también conocida como Lía Bermúdez, fue una artista plástica y escultora venezolana. Era una de las tres escultoras venezolanas más importantes junto a Marisol Escobar y Gego.

## Biografía

### Primeros años (1930-1947)
Lía Bermúdez nació en Caracas el 4 de agosto de 1930. Inició sus estudios en la Escuela de Artes Plásticas de Caracas donde estudió entre 1944 y 1946. Entre sus profesores destacaron Francisco Narváez y Ernest Maragall.

### Maracaibo y Taller LUZ (1947-1964)
A los 17 años contrajo matrimonio con Rafael Bermúdez y se radicó en la ciudad de Maracaibo. Allí se matricula en la Escuela de  Artes Plásticas de Julio Árraga donde concluye sus estudios en 1950. En la ciudad es alumna del maestro Jesús Soto con quien trabajará en sus años iniciales.
En 1952 regresó a Caracas y viaja a La Guaira donde conoce al importante artista Armando Reverón. Para 1959 emprende la realización de talleres de pintura en barrios de Maracaibo. En 1954 Participa en el Salón D'Empaire y en 1957 en el Salón Oficial. En 1961 comenzó su carrera docente en LUZ, taller artístico donde dicta las cátedras de composición básica, expresión gráfica, teoría de la forma y fundamentos del diseño. Allí inició también sus investigaciones para su obra.

### Inicio en el Informalismo y La Universidad del Zulia (1964-1980)
Un cambio significativo en su evolución artística se produce entre 1964 y 1968, influenciada por el informalismo, tendencia que le lleva a la experimentación con otros materiales. En 1966 expone trabajos recientes en una muestra colectiva.
En el desarrollo de su actividad profesional se desempeñó  como profesora de Diseño Básico en la Facultad de Arquitectura de la Universidad del Zulia y como profesora de Comunicación Gráfica de la misma Universidad  entre 1961 y 1980. En 1976 recibe el premio de escultura otorgado por la Dirección de Cultura de la UC. 
Su vocación como promotora cultural, la llevó a ser Directora del Instituto Zuliano de la Cultura (1979 - 1980), Secretaria de Cultura del Estado Zulia (1981 - 1982) y Directora de la Fundación del Centro de Arte de Maracaibo, donde funciona el museo que lleva su nombre. Como Secretaria Cultural se creó la Biblioteca de Autores y Temas Zulianos, el Fondo Editorial del Zulia, el proyecto del Museo de Arte Moderno del Zulia, la Casa de Tradición de Maracaibo, el Buque Ecológico (proyecto no concretado) y el Museo de Artes Gráficas. 

### Nuevos proyectos y difusión nacional (1980-1990)
En 1981 ejecutó una escultura para la escalera del Hotel Intercontinental de Maracaibo y participa en exposiciones colectivas como "Arte constructivo venezolano 1945-1965: génesis y desarrollo" (GAN), "Muestra de escultura en Margarita" (Museo Francisco Narváez) y en la I Bienal de Artes Visuales (MACC). 
EN 1982 renunció  a la Secretaría de Cultura del Estado Zulia y ese mismo año participa en la muestra "Exposición de Esculturas por el vigésimo aniversario del Parque del Este (1962-1982)" y en la I Bienal Francisco Narváez. En 1983, el Metro de Caracas invita a Lía para integrar una obra a la arquitectura del primer tramo Propatria-Chacaíto. Para este proyecto instala una escultura-relieve en la Estación Colegio de Ingenieros. 
En 1985 colocó un conjunto de piezas escultóricas colgantes en la Torre Polar, en Plaza Venezuela (Caracas). También interviene en las colectivas "Escultura arte en metal" (Galería Arte Hoy) y en "Escultura 85". Seguidamente es invitada a la III Bienal Francisco Narváez. Durante 1987 compone una pieza de gran formato para la Torre Consolidada (hoy Torre Corp Group - Caracas) y una escultura de grandes dimensiones ubicada en el hall del edificio de la Corte Suprema de Justicia. Expone en la Galería Gabriel Bracho y en la muestra "Por la idea y la materia" (Galería Durban). 
En 1989 Sofía Imber organizó en el Museo de Arte Contemporáneo la exposición retrospectiva "Esculturas de Lía Bermúdez", conformada por pinturas y esculturas que resumían 45 años de trayectoria artística.

### Traslado a Caracas (1990-2000)
En los años noventa, la escultora dio continuidad a la línea de trabajo desarrollada en la década precedente, manteniendo su idea de combinar planos en el espacio, construidos con estructuras de hierro y cubiertos con resinas plásticas de colores. 
En 1990 la Alcaldía de Maracaibo y la Sociedad Dramática de Maracaibo le organizarón un homenaje con motivo de su traslado a Caracas, el cual incluyó la apertura de una exposición en el Centro de Bellas Artes de Maracaibo y la entrega del Premio Lía Bermúdez (destinado a galardonar a una figura regional). En 1993 participó en la I Bienal Gran Premio Dimple y en el Centro de Bellas Artes de Maracaibo. 
En 1994 intervino en la exposición colectiva "Formas concretas" (Galería Art Nouveau) y en 1997 recibe la Orden Rafael María Baralt conferida por la Asamblea Legislativa del Estado Zulia.

### Reconocimiento Artístico (2000-presente)
En el año 2006 recibe el mayor premio artístico de Venezuela; El Premio Nacional de Artes Plásticas.

## Obra
Lía inició su actividad artística realizando pinturas de porte figurativo, así como de las tendencias del neoplasticismo y el constructivismo donde desarrolla obras por porte abstracto tanto planas como tridimensionales donde su material fundamental en el caso de escultura son el hierro y cobre, entre las obras que destacan de este periodo se hallan el diseño en relieve de cemento del Edificio Costa Azul (Maracaibo); hacia los años 1960 e influenciada por el informalismo, trabaja con materiales como chatarra, cabillas, alambres, clavos o láminas de metal, y desarrolla obras a relieve así como esculturas. Posteriormente en los años ochenta, experimentó con materiales como lona, hierro y fibra de vidrio, destacando como obra de su creación la escalera del Hotel Intercontinental de Maracaibo.

## Exposiciones individuales
- 1957 "Escultura y pintura", Centro de Bellas Artes, Maracaibo.[1][3][5][2]
- 1966 "Escultura", Ateneo de Valencia, Edo. Carabobo.[1][5][2]
- 1967 "Escultura", Ateneo de Caracas.[3][2]
- 1971 "Escultura", Centro de Bellas Artes, Maracaibo.[3][2]
- 1973 "Pintura", Centro de Bellas Artes, Maracaibo.[2]
- 1976 "Escultura de Lía Bermúdez", Taller de Artes Visuales, LUZ.[2]
- 1978 "Escultura", Facultad de Humanidades, LUZ.[2]
- 1979 "Sculptures of Venezuela", Museo de Arte Moderno de América Latina, OEA, Washington.[1][5][2]
- 1988 Centro Armitano de Arte, Caracas.[2]
- 1989 "Esculturas 1944-1989", Museo de Arte Contemporáneo de Caracas (MACC),.[1][5][2]
- 1990 "El espacio como poesía sensible: homenaje de la ciudad de Maracaibo", Centro de Bellas Artes, Maracaibo.[2]
- 2000 "Lía Bermúdez. Obras urbanas", Fundación Banco Provincial, Caracas.[2]
- 2006 "Lía Bermúdez", Centro de Arte Daniel Suárez, Caracas.[2]
- 2007 "Una antología cromática dedicada a Lía Bermúdez", Museo de Arte Contemporáneo del Zulia.[2]
- 2014 "Lía Bermúdez. Exhibition", Art Nouveau Gallery, Miami.[2]
- 2017 "Lía Bermúdez. AKALIA", Art Nouveau Gallery, Miami.[2]

## Premios
- 1957 Mención honorífica en pintura, IV Salón D'Empaire.[3][5][2]
- 1958 Segundo premio de pintura, V Salón D'Empaire.[3][5][2]
- 1961 Mención honorífica en pintura, VIII Salón D'Empaire.[5][2]
- 1963 Premio Escultura Shell de Venezuela, IX Salón D'Empaire.[3][2]
- 1966 Premio UC, XXIV Salón Arturo Michelena / Premio Rotary Club de escultura, XI Salón D'Empaire.[5][2]
- 1969 Premio Ejecutivo de Estado Zulia de Escultura, XII Salón D'Empaire.[2]
- 1973 Premio Julio Morales Lara, XXXI Salón Arturo Michelena.[2]
- 1976 Premio Nacional de Escultura, Pequeño y Mediano Formato, Valencia, Edo. Carabobo.[2]
- 2006 Premio Nacional de Artes Plásticas de Venezuela.[1]

## Otros reconocimientos

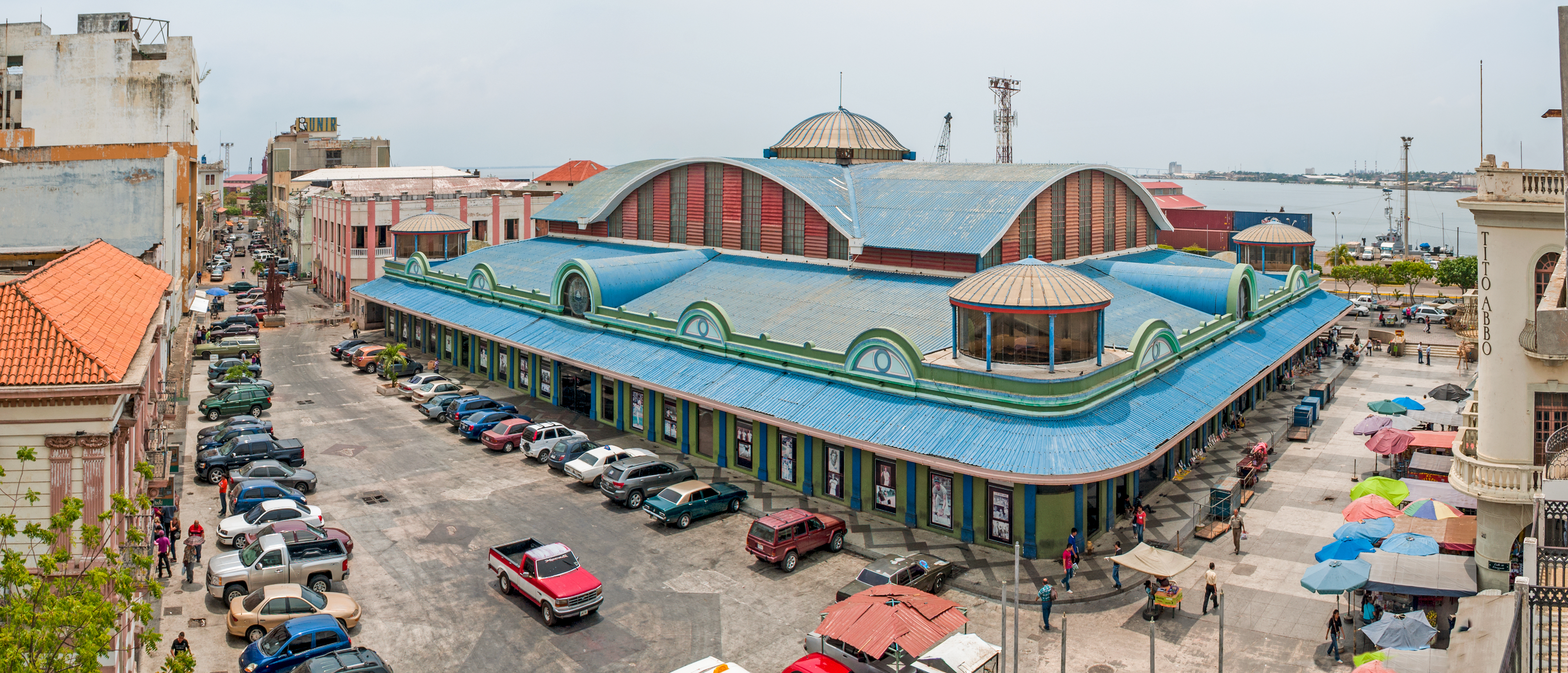
Centro de arte de Maracaibo Lía Bermúdez

El Centro de Artes de Maracaibo lleva su nombre.
- 1977 Orden Ciudad de Maracaibo en su Primera Clase, conferida por el Consejo Municipal de Maracaibo.
- 1979 Orden de Andrés Bello en su tercera Clase conferida por el Ministerio de Educación de la República de Venezuela.

- 1988 Orden del Libertador en su Grado de Caballero conferida por la Presidencia de la República a través de la Corte  Suprema de Justicia.
- 1989 Orden Francisco de Miranda en Primera Clase, conferida por el Ministerio de la Cultura a través del Ministerio de la Secretaría de la Presidencia de la República.

- 1990 Creación de la Fundación Centro de Arte de Maracaibo Lía Bermúdez, Estado Zulia.
- 1995 Condecoración Armando Reverón en su Única Clase, conferida por la Gobernación del Estado Zulia.
- 1997 Orden Rafael María Baralt, en su Primera Clase, conferida por la Asamblea Legislativa del Estado Zulia.
- 2001 Orden San Sebastián en su 1.ª Clase, conferida por la Alcaldía de Maracaibo.
- 2002 Botón de la Zulianidad, conferido por la Gobernación del Estado Zulia.
- 2005 Doctorado honoris causa, conferido por la Facultad Experimental de Arte de la Universidad del Zulia.
- 2005 Creación de la Orden al Arte Lía Bermúdez, por la Universidad Rafael Belloso Chacín.
- 2005 Artista homenajeada de la XIV Feria Internacional de Arte de Caracas, FIA.
- 2010 Artista invitada de la Feria Internacional de Artes y Antigüedades de Maracaibo, FIAAM.
- 2012  Orden Lago de Maracaibo, en su Primera Clase.
- 2013 Doctorado honoris causa, conferido por la Universidad Nacional Experimental Rafael María Baralt.

### Videos
- Youtube: Lía Bermúdez en la primera entrevista de la sección El Rincón de la revista Facetas

- Datos: Q6711255
- Multimedia: Lía Bermúdez / Q6711255